# Cloruro de cianógeno
El cloruro de cianógeno es un compuesto químico extremadamente tóxico con la fórmula química CNCl. Este lineal pseudohalógeno triatómico es un gas condensado incoloro con facilidad. Más comúnmente encontrado en el laboratorio es el compuesto relacionado con el bromuro de cianógeno, un sólido a temperatura ambiente, y es ampliamente utilizado en análisis bioquímico y preparación.

## Síntesis, propiedades básicas, estructura
El carbono y el cloro están unidos por un enlace simple, y el carbono y el nitrógeno, por un enlace triple. Es un compuesto lineal, al igual que los haluros de cianógeno (CNF, CNBr, CNI). El cloruro de cianógeno es producido por la oxidación del cianuro de sodio con cloro. Esta reacción tiene lugar a través del intermedio del cianógeno ((CN)2).
NaCN + Cl2 → CNCl + NaCl
El compuesto es molecular, aunque polar. Se trimeriza en la presencia de ácido; el trímero heterocíclico llamado cloruro cianúrico.
El cloruro de cianógeno es lentamente hidrolizado por el agua para liberar cianuro de hidrógeno.
CNCl + H2O → HCN + HOCl

## Aplicaciones en síntesis
El CNCl es un precursor de los cianuros sulfonilo e isocianato clorosulfonilo, un reactivo útil en la síntesis orgánica.

## Seguridad
También conocido como CK, el cloruro de cianógeno es un agente sanguíneo altamente tóxico, y se propuso una vez para su uso en la guerra química. Se causa un perjuicio inmediato al entrar en contacto con los ojos o vías respiratorias. Los síntomas de la exposición pueden incluir somnolencia, rinórrea (secreción nasal), dolor de garganta, tos, confusión, náuseas, vómito, edema, pérdida de conocimiento, convulsiones, parálisis, y muerte. Es especialmente peligroso porque es capaz de penetrar los filtros en las máscaras de gas, de acuerdo con los analistas de los EE. UU.. El CK es inestable debido a la polimerización, a veces con violencia explosiva.
El cloruro de cianógeno se muestra en el cuadro 3 de la Convención sobre las Armas Químicas: toda producción debe ser reportada a la OPAQ.